# Felipe de Salcedo
Felipe de Salcedo foi um conquistador hispano-mexicano que foi membro da expedição de López de Legazpi às Filipinas no século XVI. Ele acompanhou seu irmão Juan de Salcedo e seu avô Miguel López de Legazpi em 1564 para sua colonização das Índias Orientais e do Pacífico. Ele comandou 1 navio, de 5 frotas que navegaram do México para as Filipinas.